# Serie A 1934/1935
Soutěžní ročník Serie A 1934/1935 byl 35. ročník nejvyšší italské fotbalové ligy a 6. ročník pod názvem Serie A. Konal se od 30. září 1934 do 2. června 1935. Soutěž vyhrál posedmé ve své klubové kariéře a popáté v ředě Juventus.
Nejlepším střelcem se stal italský hráč Enrique Guaita (Řím), který vstřelil 28 branek.

## Události

### Před sezonou
Jelikož se v minulé sezoně rozhodla FIGC snížit počet účastníků z 18 na 16 klubů, jediným postupujícím z druhé ligy byl Janovský klub Sampierdarenese, který nahradil Padovu, Janov a Casale. 
Před nadcházející sezonou ukončil brankářskou kariéru Combi z Juventusu. Aby vyhráli pátý titul v řadě, posílili se Juventus o Serantoniho (Ambrosiana-Inter) a Foniho (Padova). Velkou posilu mělo Lazio, které koupilo talentovaného Pioliho (Pro Vercelli) a dále přišli Ferraris (Řím), Viani a Levratto (oba Ambrosiana-Inter), naopak odešel Pastore (Padova) a Buscaglia (Turín). Uruguayský mistr světa z roku 1930 Mascheroni, posílil Ambrosiana-Inter a poté jej následoval i jeho krajan Porta. Fiorentina koupila brankáře Amorettiho (Janov), záložníka Picciniho (Prato) a do útoku Negra (Catanzarese). Z Uruguaye se vrátili Sansone (Boloňa) a Scarone (Palermo). Neapol se posílila o Stábileho (Janov) a do nejvyšší ligy se vrátil také bývalí nejlepší střelec ze sezony 1930/31 Volk, který posílil Triestinu. Z Turína odešel po devíti letech Libonatti (Janov) a z Říma Banchero (Bari).

### Během sezony
Po šesti odehraných kolech se do vedení soutěže dostala Fiorentina, která využila zaváhání Juventusu. Bianconeri propustila v prosinci trenéra Carcana a nahradila jej klubovou legendou Bigattem. Fialky vedly ligu do 18. kola, ale když prohrála se špatně hrající Pro Vercelli, do vedení se již nedostala a o titul hrál Juventus a Ambrosiana-Inter. Juventusu chyběl od dubna Orsi, který se vrátil domů do Argentiny. V posledním kole se rozhodlo o titulu, když Juventus i Ambrosiana-Inter měli stejný počet bodů. Ambrosiana-Inter hrála venku z Laziem a prohrála 2:4, Bianconeri hrála s Fiorentinou a porazilo ji díky brance Ferrariho 1:0 a slavila tak sedmý titul a páté vítězství za sebou, které se zopakovalo o 82 let později. 
V zóně sestupu bylo od začátku sezony slavné Pro Vercelli, které ztrácelo hráče i svou pověst. Byl prvním jasným sestupujícím a již nikdy se později do nejvyšší ligy neprobojovalo. Druhým sestupujícím se stalo Livorno, které v posledním kole prohrálo s Turínem 0:1 a v tabulce jej přeskočilo o jeden bod.

## Účastníci
| Klub             | Město       | Stadion                     | Trenér                                      | Nejlepší střelec                                          |
| ---------------- | ----------- | --------------------------- | ------------------------------------------- | --------------------------------------------------------- |
| Alessandria      | Alessandria | Campo del Littorio          | Otto Krappan (1.–16. kolo) Rudolf Soutschek | Renato Cattaneo (16)                                      |
| Ambrosiana-Inter | Milán       | Arena Civica                | Gyula Feldmann                              | Giuseppe Meazza (18)                                      |
| Boloňa           | Boloňa      | Stadio del Littoriale       | Lajos Kovács (1.–14. kolo) Árpád Weisz      | Angelo Schiavio (12)                                      |
| Brescia          | Brescia     | Stadium di viale Piave      | György Hlavay                               | Giovanni Chiecchi, Francesco Rier (6)                     |
| Fiorentina       | Florencie   | Stadio Giovanni Berta       | Guido Ara                                   | Vinicio Viani (10)                                        |
| Juventus         | Turín       | Stadio Benito Mussolini     | Carlo Carcano (1.–8. kolo) Carlo Bigatto    | Felice Borel (13)                                         |
| Lazio            | Řím         | Stadio Nazionale            | Walter Alt                                  | Silvio Piola (21)                                         |
| Livorno          | Livorno     | Stadio Edda Ciano Mussolini | Franz Hänsel (1.–16. kolo) Karl Stürmer     | Giovanni Busoni (11)                                      |
| Milán            | Milán       | Campo San Siro              | Adolfo Baloncieri                           | Pietro Arcari (10)                                        |
| Neapol           | Neapol      | Stadio Partenopeo           | William Garbutt                             | Antonio Vojak (10)                                        |
| Palermo          | Palermo     | Stadio del Littorio         | Károly Csapkay                              | Bruno Castellani, Coriolano Palumbo, Angelo Piccaluga (5) |
| Pro Vercelli     | Vercelli    | Stadio Leonida Robbiano     | Andrea Balzaretti (1.–7. kolo) Pietro Leone | Piero Romagnolo (7)                                       |
| Řím              | Řím         | Campo Testaccio             | Luigi Barbesino                             | Enrique Guaita (28)                                       |
| Sampierdarenese  | Janov       | Stadio del Littorio         | Hermann Felsner                             | Cherubino Comini (10)                                     |
| Turín            | Turín       | Stadio Filadelfia           | Tony Cargnelli                              | Fioravante Baldi (9)                                      |
| Triestina        | Terst       | Campo del Littorio          | István Tóth                                 | Nereo Rocco (11)                                          |

## Tabulka
| Poř. | Tým              | Z  | V  | R  | P  | VG | OG | B  |
| ---- | ---------------- | -- | -- | -- | -- | -- | -- | -- |
| 1.   | Juventus         | 30 | 18 | 8  | 4  | 45 | 22 | 44 |
| 2.   | Ambrosiana-Inter | 30 | 15 | 12 | 3  | 58 | 24 | 42 |
| 3.   | Fiorentina       | 30 | 15 | 9  | 6  | 39 | 23 | 39 |
| 4.   | Řím              | 30 | 14 | 7  | 9  | 63 | 39 | 35 |
| 5.   | Lazio            | 30 | 13 | 6  | 11 | 55 | 46 | 32 |
| 6.   | Boloňa           | 30 | 11 | 8  | 11 | 46 | 34 | 30 |
| 7.   | Neapol           | 30 | 10 | 9  | 11 | 39 | 38 | 29 |
| 8.   | Alessandria      | 30 | 12 | 5  | 13 | 44 | 48 | 29 |
| 9.   | Palermo          | 30 | 9  | 11 | 10 | 27 | 34 | 29 |
| 10.  | Milán            | 30 | 8  | 11 | 11 | 36 | 38 | 27 |
| 11.  | Triestina        | 30 | 11 | 5  | 14 | 33 | 44 | 27 |
| 12.  | Brescia          | 30 | 10 | 7  | 13 | 29 | 45 | 27 |
| 13.  | Sampierdarenese  | 30 | 9  | 8  | 13 | 29 | 42 | 26 |
| 14.  | Turín            | 30 | 8  | 9  | 13 | 37 | 45 | 25 |
| 15.  | Livorno          | 30 | 8  | 8  | 14 | 28 | 54 | 24 |
| 16.  | Pro Vercelli     | 30 | 5  | 5  | 20 | 21 | 54 | 15 |

Poznámky
- Z = Odehrané zápasy; V = Vítězství; R = Remízy; P = Prohry; VG = Vstřelené góly; OG = Obdržené góly; B = Body
- za výhru 2 body, za remízu 1 bod, za prohru 0 bodů.
- při rovnosti bodů rozhodoval rozdíl mezi vstřelených a obdržených branek.

|  | Mistr ligy + kvalifikoval se na Středoevropský pohár 1935 |
|  | Kvalifikoval se na Středoevropský pohár 1935              |
|  | Sestup do Serie B                                         |

## Statistiky

### Výsledková tabulka
|              | Alessandria | Ambrosiana | Boloňa | Brescia | Fiorentina | Juventus | Lazio | Livorno | Milán | Neapol | Palermo | Pro Vercelli | Řím | Sampier. | Turín | Triestina |
| ------------ | ----------- | ---------- | ------ | ------- | ---------- | -------- | ----- | ------- | ----- | ------ | ------- | ------------ | --- | -------- | ----- | --------- |
| Alessandria  | –           | 1:3        | 2:0    | 1:0     | 2:0        | 0:0      | 1:2   | 4:1     | 2:1   | 4:2    | 4:2     | 2:1          | 1:6 | 2:2      | 3:0   | 3:0       |
| Ambrosiana   | 0:0         | –          | 1:0    | 5:1     | 1:1        | 0:0      | 1:0   | 5:1     | 2:0   | 2:1    | 3:0     | 1:0          | 0:1 | 6:1      | 4:0   | 7:0       |
| Boloňa       | 3:3         | 0:0        | -      | 3:0     | 2:1        | 2:0      | 1:2   | 4:0     | 6:3   | 3:0    | 0:0     | 5:0          | 1:1 | 0:1      | 3:1   | 1:3       |
| Brescia      | 1:0         | 1:1        | 1:1    | –       | 1:1        | 0:2      | 1:0   | 4:0     | 2:0   | 0:1    | 2:2     | 3:0          | 2:1 | 1:0      | 2:1   | 2:1       |
| Fiorentina   | 4:1         | 1:1        | 1:0    | 1:0     | –          | 0:1      | 2:1   | 0:1     | 1:0   | 3:2    | 2:0     | 1:0          | 4:1 | 0:0      | 4:0   | 1:0       |
| Juventus     | 4:1         | 1:0        | 1:0    | 0:0     | 0:0        | –        | 6:1   | 2:1     | 1:0   | 2:1    | 2:1     | 3:0          | 2:1 | 4:0      | 1:1   | 0:0       |
| Lazio        | 0:1         | 4:2        | 2:1    | 4:0     | 3:5        | 5:3      | –     | 6:1     | 1:4   | 3:1    | 1:0     | 6:0          | 0:0 | 2:1      | 1:1   | 0:0       |
| Livorno      | 1:0         | 1:1        | 4:1    | 3:1     | 1:2        | 1:2      | 0:2   | –       | 0:2   | 0:2    | 0:3     | 1:0          | 1:1 | 0:0      | 1:1   | 1:0       |
| Milán        | 2:2         | 2:2        | 0:0    | 0:1     | 1:1        | 3:0      | 1:1   | 1:1     | –     | 2:2    | 2:1     | 1:0          | 4:4 | 2:1      | 0:0   | 0:1       |
| Neapol       | 0:1         | 0:1        | 1:1    | 2:0     | 1:1        | 0:0      | 3:0   | 1:1     | 0:1   | –      | 6:0     | 1:0          | 3:2 | 1:1      | 2:1   | 2:1       |
| Palermo      | 2:0         | 1:1        | 0:1    | 0:0     | 0:0        | 0:0      | 2:1   | 2:2     | 1:0   | 2:0    | –       | 2:0          | 1:0 | 1:0      | 0:0   | 2:0       |
| Pro Vercelli | 1:0         | 1:1        | 2:1    | 1:1     | 2:0        | 0:1      | 1:0   | 0:1     | 1:2   | 1:1    | 0:0     | –            | 1:4 | 2:3      | 0:3   | 4:2       |
| Řím          | 3:0         | 3:4        | 1:1    | 4:0     | 0:0        | 1:2      | 1:1   | 5:1     | 1:0   | 4:0    | 5:1     | 3:2          | –   | 2:0      | 2:1   | 1:0       |
| Sampier.     | 2:1         | 0:0        | 2:1    | 3:0     | 0:1        | 0:1      | 2:3   | 0:0     | 0:0   | 1:3    | 1:0     | 0:0          | 1:0 | –        | 3:2   | 1:0       |
| Turín        | 2:1         | 1:2        | 0:1    | 4:2     | 1:0        | 1:3      | 2:2   | 1:0     | 1:1   | 0:0    | 0:0     | 2:0          | 2:3 | 5:2      | –     | 3:1       |
| Triestina    | 3:1         | 1:1        | 1:3    | 3:0     | 0:1        | 2:1      | 2:1   | 1:2     | 2:1   | 0:0    | 1:1     | 3:1          | 0:2 | 2:1      | 1:0   | –         |

### Střelecká listina
| Pořadí | Jméno              | Klub             | Branky |
| ------ | ------------------ | ---------------- | ------ |
| 1.     | Enrique Guaita     | Řím              | 28     |
| 2.     | Silvio Piola       | Lazio            | 21     |
| 3.     | Giuseppe Meazza    | Ambrosiana-Inter | 18     |
| 4.     | Renato Cattaneo    | Alessandria      | 16     |
| 5.     | Felice Borel       | Juventus         | 13     |
| 6.     | Angelo Schiavio    | Boloňa           | 12     |
| 7.     | Giovanni Busoni    | Livorno          | 11     |
| 7.     | Nereo Rocco        | Triestina        | 11     |
| 7.     | Alejandro Scopelli | Řím              | 11     |

## Vítěz
| Serie A Vítěz pro rok 1934/35 |
| ----------------------------- |
| Juventus FC                   |
|                               |